# SS Bremen
SS Bremen a fost un pachebot german construit la Bremen la comanda Norddeutscher Lloyd⁠(d) în 1928. Fiind o navă rapidă la vremea sa, a deținut trofeul Panglica albastră timp de un an pe traseul vestic și timp de șase ani cel estic. Nava-soră⁠(d) a sa, Europa⁠(d), a fost cedată Franței după cel de-al doilea război mondial și a fost botezată Liberty. Bremen, însă, nu a supraviețuit războiului, fiind incendiată în 1941 în timp ce era utilizată la transportarea trupelor armate pentru invazia Angliei pe frontul de vest.

## Istoric

### Context și construcție
La sfârșitul anilor 1920, Germania, cu puține excepții, nu mai avea o flotă comercială, cele mai mari nave ale sale – Imperator⁠(d), Vaterland⁠(d) și Bismarck⁠(d) – fiind confiscate de Regatul Unit și Statele Unite. Avea în posesie Deutschland⁠(d), dar aceasta era depășită din punct de vedere tehnic.

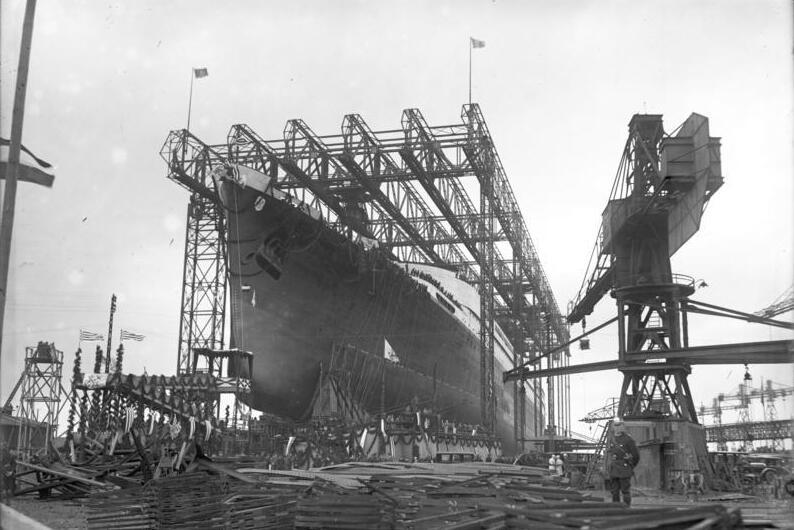
Construcția navei Bremen

În 1926, compania maritimă Norddeutscher Lloyd⁠(d) a comandat construcția a două nave care ar relansa Germania pe piața transatlantică: Bremen și Europa⁠(d). Prima a fost construită la Bremen, iar al doua la Hamburg. Vasele au primit o etravă ușor bulbată, inovație care s-a dovedit a fi esențială în atingerea unei viteze mai mari. De asemenea, plăcile de oțel au fost dispuse în mod diferit decât în mod clasic, ceea ce a contribuit în continuare la creșterea vitezei. Deja în timpul construcției, navele erau considerate candidate în a depăși recordul de viteză stabilit de Mauretania.
Bremen a fost prima navă lansată pe apă dintre cele două, la 2 august 1928, sub supravegherea președintelui Paul von Hindenburg. Designul său, în special cel al coșurilor, este inspirat de la pachebotul englez Britannic⁠(d) al White Star Line, construit în aceeași perioadă. Coșurile erau vopsite în galben (culoarea companiei) și au fost înălțate ulterior (în 1932) cu 5 m pentru a diminua prezența fumului pe punte. Nava a fost inaugurată în martie 1929, măsurând 286 m în lungime, cu o greutate de 51.565 tone și pusă în mișcare de patru turbine cu abur. Coca era împărțită în 13 compartimente etanșe. Chila era instalată într-un mod care mărea semnificativ stabilitatea vasului pe apă. Ca și nava-soră a sa, Bremen era utilată cu o catapultă destinată lansării hidravioanelor de pe puntea superioară, pentru o livrare mai rapidă a poștei.

### Carieră comercială

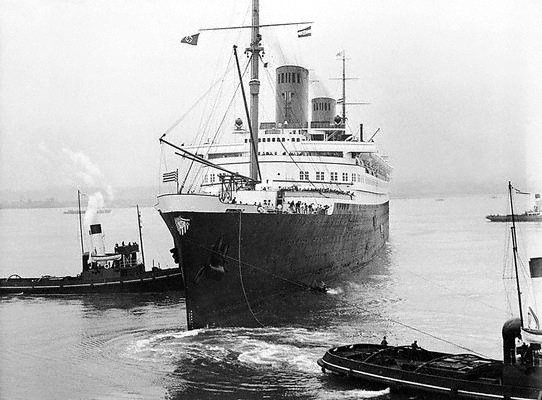
Bremen în 1935

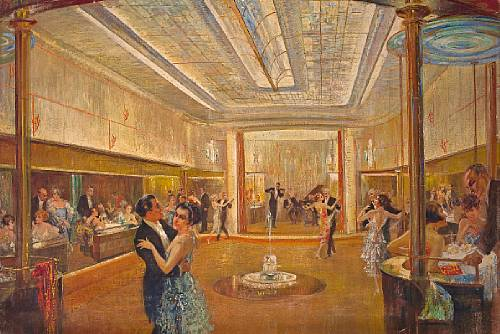
Sala de bal din Bremen în 1928

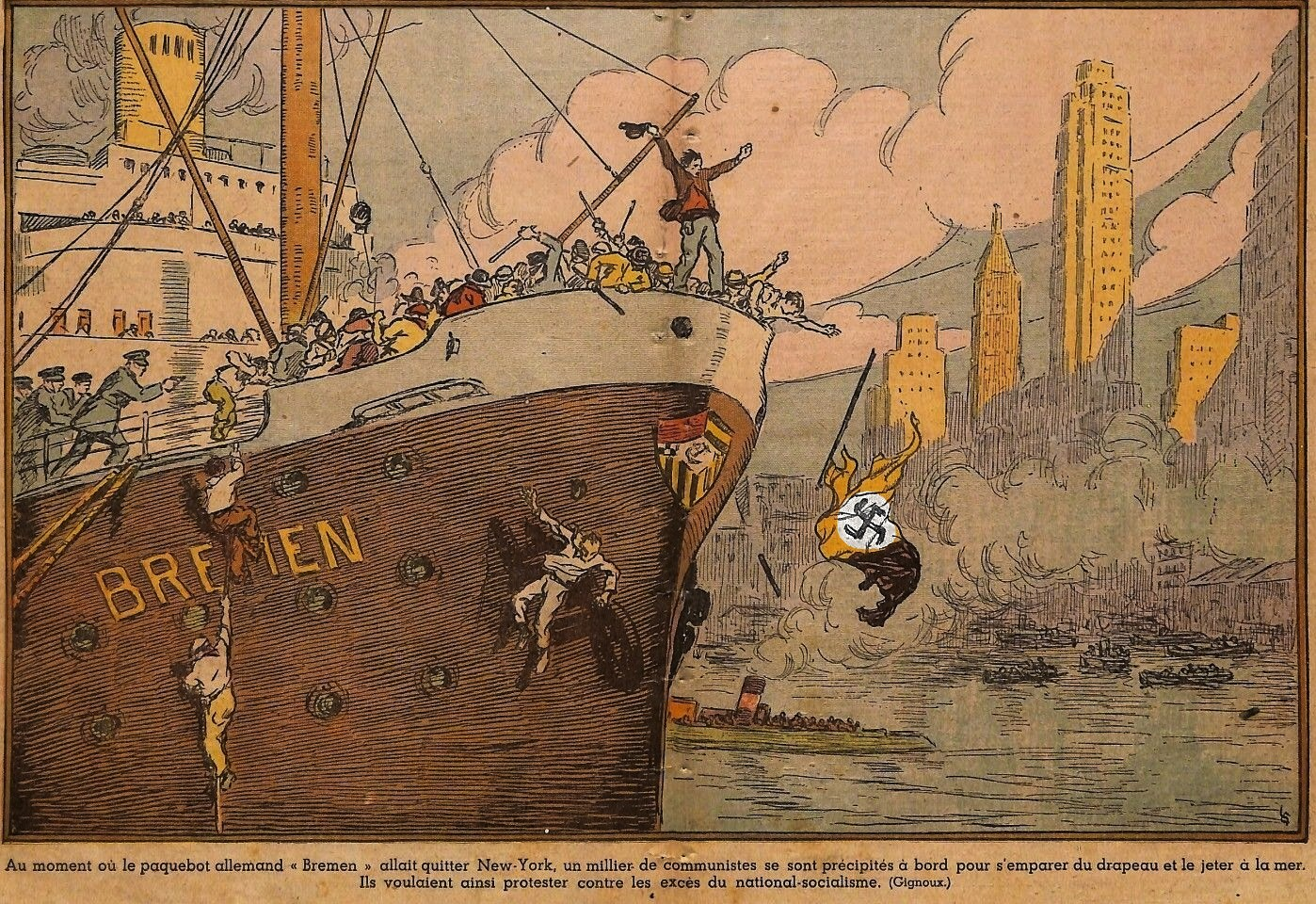
Ilustrație înfățișând demonstranți anti-nazisti care atacă Bremen andocat în portul New York, Statele Unite, la 26 iulie 1935

La 16 iunie 1929 a avut loc cursa transatlantică inaugurală a Bremenului cu destinația New York. Imediat a câștigat Panglica albastră pentru record de viteză. În 1932, fiind echipată cu turbine noi, și-a doborât propriul record, înregistrând o viteză de 28,14 noduri. Bremen și nava-soră Europa au avut un mare succes, efectuând în 1930, împreună, 12% din toate călătoriile transatlantice pe apă. Spre deosebire de Europa, interiorul lui Bremen, soluționat în stil Art Deco, era mai bine decorat, cu covoare și ceramică persană în saloane și o sculptură monumentală a președintelui Hindenburg în sala de cină.
Conform veteranului de război american Bill Bailey, în 1935, în toiul ascensiunii nazismului, Bremen a fost scena unei manifestații anti-naziste la New York, în care participanții au smuls pavilionul nazist și l-au aruncat în râul Hudson. Până la începerea războiului, nava nu a fost martoră la alte incidente.

### Bremenîn război
La începutul războiului, Bremen se afla în portul din New York. Pentru a o întoarce în Germania în siguranță, echipajul a lansat pe apă o barcă care emitea încontinuu semnalul de apel al navei. Astfel, germanii au reușit să evacueze Bremen din SUA fără a fi interceptați de Marina Regală Britanică. Vasul s-a îndreptat spre Murmansk, iar apoi în Norvegia și, în sfârșit, a ancorat în portul Bremerhaven la 13 decembrie 1939.
Conducerea a decis mai întâi să folosească nava drept cazarmă plutitoare, iar apoi ca mijloc de transport a trupelor în cadrul invaziei Angliei. A fost discutată și ideea de a reutila vasul ca portavion, dar ideea a fost rapid abandonată, din lipsă de avioane adecvate.
La 16 martie 1941, un tânăr membru al echipajului, răzvrătit împotriva conducerii sale, a incendiat nava. Aceasta s-a scufundat în consecință și a rămas eșuată până în 1946, când epava a fost demontată la fața locului.

## Schema

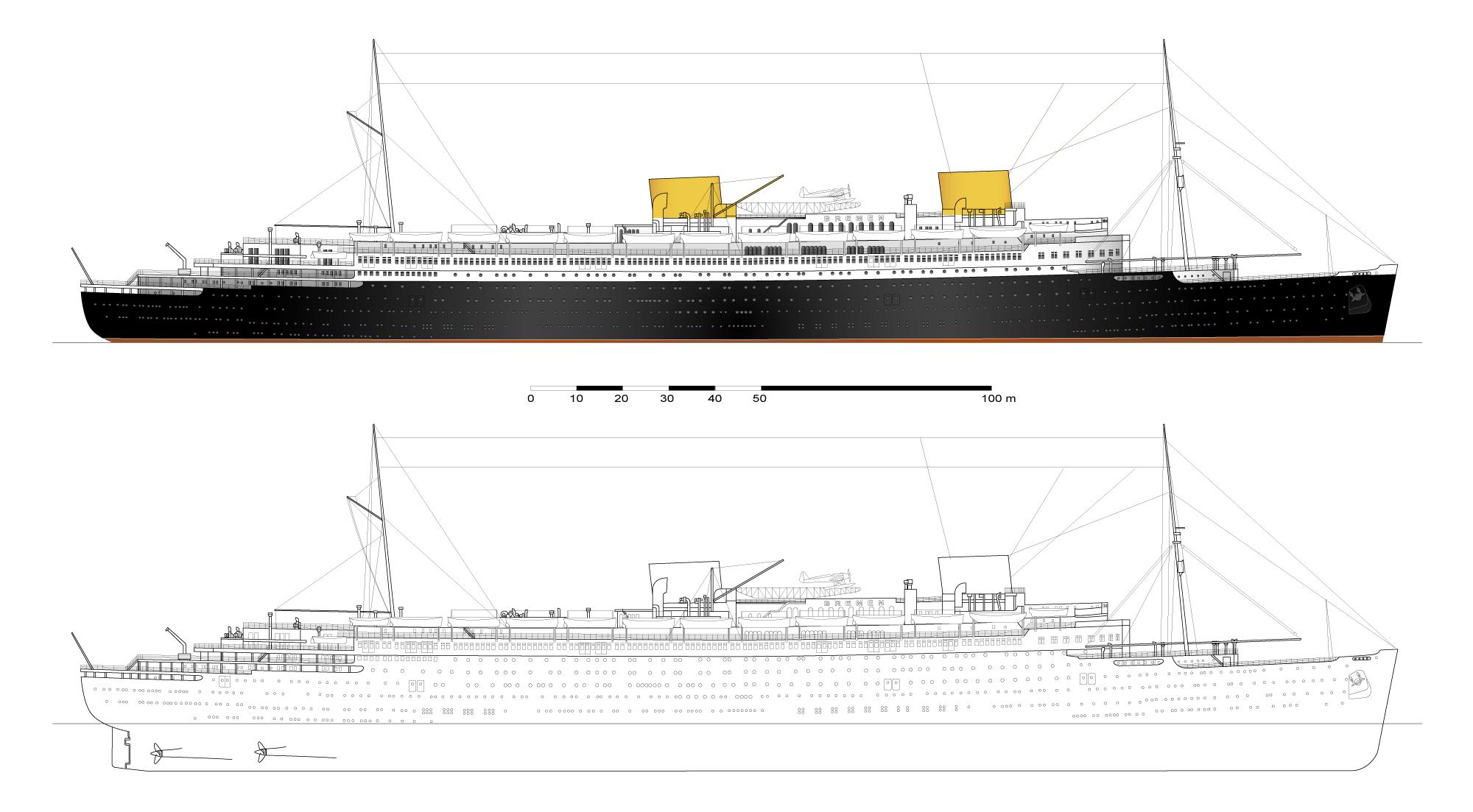
Profilul navei Bremen în ziua lansării. Coșurile de fum aveau să fie ridicate ulterior cu cinci metri.